# Гринвилл (Кентукки)
Гринвилл (англ. Greenville) — город и окружной центр округа Мьюленберг, штат Кентукки, США. Был назван в честь генерала Войны за независимость Нэйтена Грина. По переписи 2010 года население города составляет 4312 человек.

## География
Координаты Гринвилла 37°12′26″ с. ш. 87°10′35″ з. д.. Согласно Бюро переписи населения США, город имеет общую площадь в 12,4 км².

## Демография
По переписи 2000 года в Гринвилле проживает 4,398 человек, имеется 1,859 домохозяйств и 1,217 семьи, проживающих в городе. Плотность населения 356.0 чел./км ². В городе 2,047 единиц жилья со средней плотностью 165.7 чел./км². Расовый состав состоит из 89,88 % белых, 8,75 % афроамериканцев, 0,16 % коренных американцев, 0,09 % азиатов, 0,11 % других рас и 1,00 % — две или более рас. Латиноамериканцев любой расы — 0,30 %.
В городе существует 1,859 домохозяйств, в которых 25,4 % семей имеют детей в возрасте до 18 лет, проживающих с ними, имеется 49,8 % супружеских пар, живущих вместе, 12,9 % женщин проживают без мужей, а 34,5 % не имеют семьи. 32,7 % всех домохозяйств состоят из отдельных лиц и 18,2 % являются одинокие люди в возрасте 65 лет и старше. Средний размер домохозяйства 2.19, средний размер семьи 2.75.
В городе проживает 19,1 % населения в возрасте до 18 лет, 7,6 % с 18 до 24 лет, 23,7 % от 25 до 44 лет, 25,2 % от 45 до 64 лет и 24,4 % от 65 лет и старше. Средний возраст составляет 45 лет. На каждые 100 женщин приходится 77.7 мужчин, а на каждые 100 женщин в возрасте 18 лет и старше насчитывается 73.9 мужчин.
Средний доход на домохозяйство составляет $25,521, средний доход на семью $35,571. Мужчины имеют средний доход $37,454 против $18,375 у женщин. Доход на душу населения в городе равен $19,708. 14,2 % семей или 19,0 % населения живут за чертой бедности, в том числе 24,1 % из них моложе 18 лет и 15,4 % в возрасте 65 лет и старше.

## Экономика
В 1987 году Энциклопедия Кентукки отнесла Гринвилл к «столице чёрного пояса», ссылаясь на производство в городе табака и добыче угля.